# あなたが泣くことはない
「あなたが泣くことはない」（あなたがなくことはない）は、ASKAの楽曲。自身の11作目のシングルとして、2009年2月25日にユニバーサル シグマから発売された。

## 背景・リリース
CHAGE and ASKAとして無期限活動休止発表後に発売された。
2008年に行われたシンフォニックコンサートの模様を収めたLive DVD 『ASKA SYMPHONIC CONCERT TOUR 2008 "SCENE』も同時発売された。
ASKA名義のCDシングルとしては、次作「歌になりたい/Breath of Bless 〜すべてのアスリートたちへ」まで約10年9か月のブランクがあることになる。

## 収録曲
| 全作曲: ASKA。 |                            |                |            |                  |      |
| #              | タイトル                   | 作詞           | 作曲・編曲 | 編曲             | 時間 |
| 1.             | 「あなたが泣くことはない」 | ASKA、松井五郎 | ASKA       | 村田努、小笠原学 | 5:07 |
| 2.             | 「L&R」                    | ASKA           | ASKA       | ASKA             | 4:44 |
| 合計時間:      | 合計時間:                  | 合計時間:      | 合計時間:  | 9:51             |      |

## 楽曲解説
1. あなたが泣くことはない
映画『ニセ札』主題歌。
ASKAソロで日本映画主題歌の書き下ろし作品を発表したのは初めてのことである[5]。
2008年にASKAが南米へ旅行に行く前から制作が進められていたが、ASKAの旅行中にスタッフがアレンジしたものを帰国後に提案し、完成させた楽曲。村田努・小笠原学が初めて編曲にクレジットされた。
2. L&R
アルバム『SCRAMBLE』では新たにミックスされて、Album Mixとして収録している。
シングル発売時は編曲者のクレジットはなかったが、アルバム『SCRAMBLE』発売時に記載された。ASKAが単独で編曲した楽曲は、シングル「good time」以来2曲目である。
シングル・ミックスは現在もアルバム未収録。
CHAGE and ASKAの活動について話し合いが進んできた中で[6]、ASKAが素直な気持ちを書いた楽曲である[7]。

## 収録アルバム
- SCRAMBLE (#1,#2)※#2はアルバム・ミックス
「あなたが泣くことはない」のMusic VideoがBlu-ray Discに収められている。